# Rubus longithyrsiger
Rubus longithyrsiger är en rosväxtart som beskrevs av Wilhelm Olbers Focke. Rubus longithyrsiger ingår i släktet rubusar, och familjen rosväxter. Inga underarter finns listade i Catalogue of Life.